# Beggars Banquet Records
A Beggars Banquet Records é uma gravadora britânica independente criada em 1977 por Martin Mills e Nick Austin. Faz parte do grupo Beggars Group, que também detém a 4AD, Matador Records, Rough Trade e XL Recordings. A gravadora surgiu no auge do movimento punk com o lançamento do single Shadow/Love Story dos The Lurkers. 
Dentre as diversas bandas que gravaram com a Beggars, destaque-se Tubeway Army e Gary Numan, Biffy Clyro, Buffalo Tom, The Charlatans, The Cult, The Go-Betweens, The National e Tindersticks.
Em 2008, a Beggars tornou-se apenas a designação de uma etiqueta, deixando de gravar. Os grupos que estavam ligados à gravadora passaram para a 4AD.